# 特勞瑟斯岩
特勞瑟斯岩（英語：Trousers Rock），是南極洲的岩石，位於南桑威奇群島，處於庫克岩以西和溫德凱申島東北面0.6公里，在1930年由英國研究隊繪入地圖，由英國海外領土管轄。